# Habitatges al carrer de Ramon Freixas, 10-16 (Vilafranca del Penedès)
Els edificis situats al Carrer Ramon Freixas, 10-16 són una obra del municipi de Vilafranca del Penedès (Alt Penedès) inclosa en l'Inventari del Patrimoni Arquitectònic de Catalunya. Les cases estan situades a la zona d'eixample noucentista que conforma bona part del Poblenou.

## Descripció
Casetes entre mitgeres, de planta baixa i pis, amb coberta de teula àrab a dues aigües. Presenta una senzilla estructura compositiva a la façana, amb dues obertures (porta i finestra) a la planta baixa, i un balcó al primer pis. En algun cas hi ha modificacions.